# 兵庫県道261号赤崎久谷停車場線
兵庫県道261号赤崎久谷停車場線（ひょうごけんどう261ごう あかさきくたにていしゃじょうせん）は、兵庫県美方郡新温泉町を通る一般県道である。

## 概要
美方郡新温泉町赤崎から美方郡新温泉町久谷に至る。

### 路線データ
- 起点：美方郡新温泉町赤崎（兵庫県道260号三尾浜坂線交点）
- 終点：美方郡新温泉町久谷（JR西日本山陰本線 久谷駅前）
- 総延長：2.480 km

## 歴史
- 2018年（平成30年）4月1日 - 山陰近畿自動車道浜坂道路に並行する国道178号旧道の国道指定が解除されたことに伴い、本路線の美方郡新温泉町対田・村中橋 - 美方郡新温泉町久谷間が単独区間となる[1][2][3]。

## 地理

### 通過する自治体
- 美方郡新温泉町

### 交差する道路
| 交差する道路                 | 交差する場所 | 交差する場所 |
| ---------------------------- | ------------ | ------------ |
| 兵庫県道260号三尾浜坂線      | 赤崎         | 起点         |
| 兵庫県道257号山田新温泉線    | 高末         |              |
| 新温泉町道久谷桃観線通行不能 | 久谷         |              |

### 交差する鉄道
- 山陰本線

### 沿線
- 久谷郵便局
- 美方警察署 久谷駐在所
- JR西日本山陰本線 久谷駅